# Jonathan Dufrasne

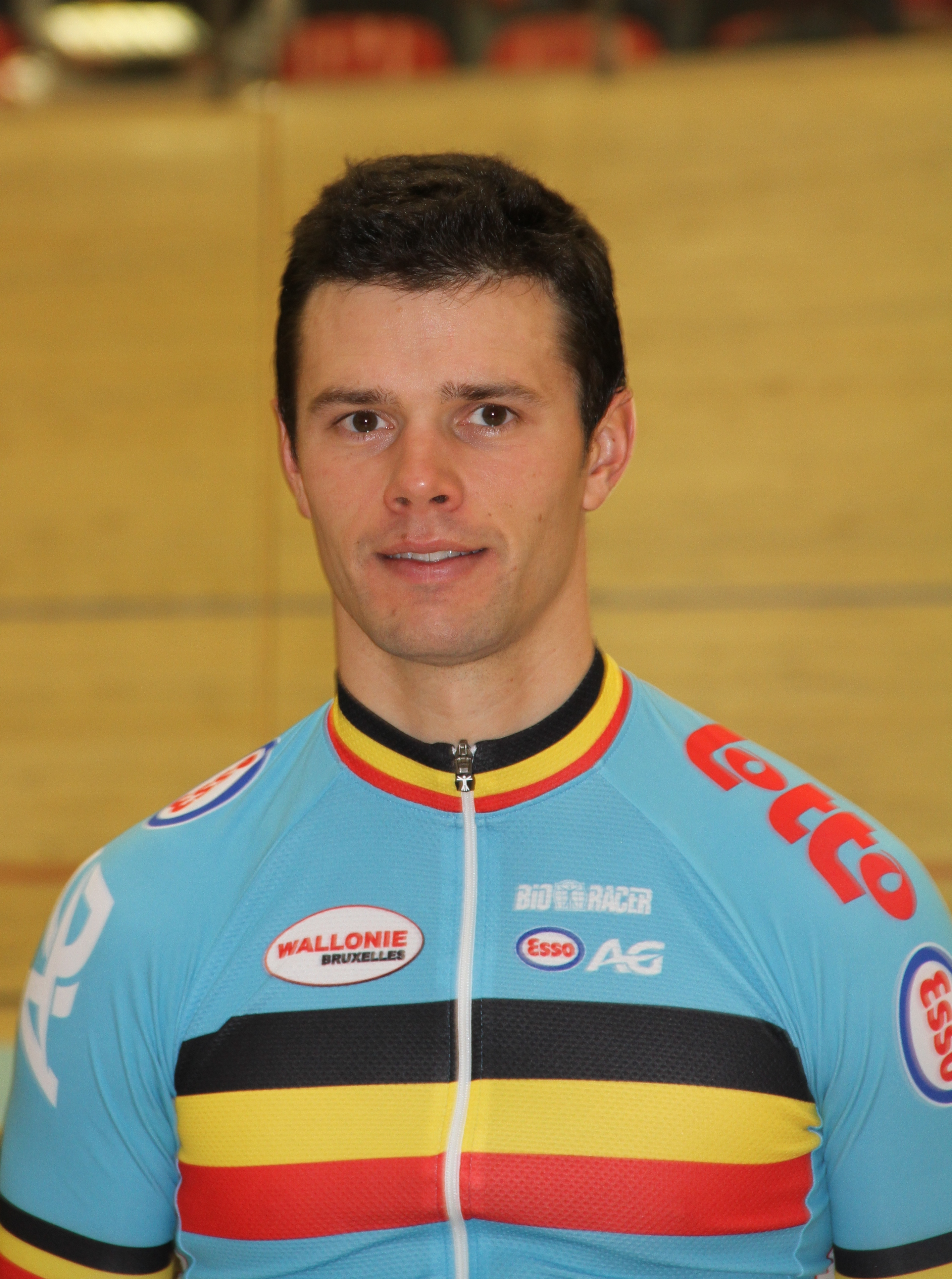
Jonathan Dufrasne (2015)

Jonathan Dufrasne (* 2. August 1987 in Boussu) ist ein ehemaliger belgischer Radrennfahrer.
Auf der Bahn gewann Dufrasne 2007 die Bronzemedaille der U23-Europameisterschaft in der Mannschaftsverfolgung. Es folgten 2010 und 2011 belgische Elite.Meistertitel in der Mannschaftsverfolgung sowie 2011 und 2016 in der Einerverfolgung. Bei den Olympischen Spielen 2012 belegte er mit der belgischen Mannschaft den neunten Rang in der Mannschaftsverfolgung.
Auf der Straße wurde er 2008 Dritter und 2009 Zweiter der belgischen U23-Meisterschaft im Einzelzeitfahren. Nachdem er 2010 für das belgische Qin Cycling Team fuhr, wechselte er zur Saison 2011 zu Wallonie-Bruxelles. Mit diesem Team wurde er 2016 belgischer Meister im Mannschaftszeitfahren.

## Erfolge
2007
- Europameisterschaft – Mannschaftsverfolgung (U23) mit Dominique Cornu, Kenny De Ketele und Tim Mertens

2010
- Belgischer Meister – Mannschaftsverfolgung mit Steve Schets, Ingmar De Poortere und Kenny De Ketele

2011
- Belgischer Meister –  Einerverfolgung
- Belgischer Meister –  Mannschaftsverfolgung mit Gijs Van Hoecke, Justin Van Hoecke und Ingmar De Poortere

2016
- Belgischer Meister – Einerverfolgung
- Belgischer Meister – Mannschaftszeitfahren mit Olivier Pardini, Antoine Warnier, Olivier Chevalier, Sébastien Delfosse und Gaëtan Pons

## Teams
- 2010 Qin Cycling Team
- 2011–2016 Wallonie Bruxelles